# Bagetuo Gelake Xiang
Bagetuo Gelake Xiang (kinesiska: 巴格托格拉克乡, 巴格托格拉克) är en socken i Kina. Den ligger i den autonoma regionen Xinjiang, i den nordvästra delen av landet, omkring 680 kilometer sydväst om regionhuvudstaden Ürümqi. Antalet invånare är 3 717. Befolkningen består av 1 802 kvinnor och 1 915 män. Barn under 15 år utgör 25,0 %, vuxna 15-64 år 69 %, och äldre över 65 år 4,0 %.
Genomsnittlig årsnederbörd är 107 millimeter. Den regnigaste månaden är juli, med i genomsnitt 27 mm nederbörd, och den torraste är december, med 1 mm nederbörd.